# Markus Gürne
Markus Gürne (* 14. Dezember 1970 in Stuttgart) ist ein deutscher Journalist und Fernsehmoderator. Er ist Ressortleiter der ARD-Börsenredaktion.

## Leben und Wirken
Nach dem Abitur studierte Gürne Rechtswissenschaften, Politikwissenschaften und allgemeine Rhetorik in Tübingen. Bereits während der Schulzeit arbeitete er in der Sportredaktion beim Süddeutschen Rundfunk, während des Studiums absolvierte er ein Volontariat in der Aktuelles-Redaktion des SWF-Landesstudios in Tübingen.
Ab 1998 berichtete er als ARD-Korrespondent aus Baden-Württemberg. 2002 baute er die Berichterstattung von der Stuttgarter Börse für den Südwestrundfunk auf. Im gleichen Jahr absolvierte er eine Ausbildung zum Krisen- und Kriegsreporter bei Centurion Risk-Services in London. In den Jahren 2003/04 arbeitete Gürne als Auslandskorrespondent im ARD-Studio Kairo und als Sonderkorrespondent im Irak. Von 2005 bis 2008 leitete er die Tagesschau-Redaktion beim Hessischen Rundfunk. Anschließend wurde er ARD-Auslandskorrespondent für Südasien mit Sitz in Neu-Delhi.
Seit Januar 2012 ist Gürne Leiter der ARD-Börsenredaktion und Moderator der Sendung Wirtschaft vor acht. Für den Hessischen Rundfunk moderierte er von 2013 bis 2022 das Wirtschaftsmagazin Plusminus.
Ab April 2020 moderierte Gürne mehrfach die ARD-Sondersendung ARD Extra zur COVID-19-Pandemie in Deutschland.

## Auszeichnungen
- Sonderpreis des Ernst-Schneider-Preises 2020  für hervorragende Wirtschaftsberichterstattung in Corona-Zeiten 2020[3]

## Sonstiges
Gürne ist bekennender Anhänger der Stuttgarter Kickers.

## Bücher
- Markus Gürne: Die Welt ist eine Börse: Warum Sie sich in der Weltpolitik auskennen müssen um Ihr Vermögen aufzubauen. CBX Verlag, München 2016, ISBN 978-3-945794-99-9
- in Zusammenarbeit mit Bettina Seidl: Der Wirtschafts-Virus. Wie Corona die Welt verändert und was das für Sie bedeutet. Econ Verlag, Berlin, 2020. ISBN 978-3-430-21041-6